# اکالیپتوس زرد
اکالیپتوس زرد (نام علمی: Eucalyptus melliodora) نام یک گونه از سرده اکالیپتوس است.